# 胶原凝集素
膠原凝集素（Collectin，簡稱膠凝素），是一種可溶性的模式識別受體，屬於含有C-型凝集素的膠原蛋白。
目前已經有八種膠原凝集素被辨識出來，這包括甘露聚醣結合凝集素（MBL）、表面活性蛋白A（Surfactant protein A，SP-A）、表面活性蛋白D（Surfactant protein D，SP-D）、肝膠原凝集素1（Collectin-10，CL-L1）、胎盤膠原凝集素1（collectin placenta 1，CL-P1）、共凝集素（Conglutinin，或譯膠固素、團集素、高粘合素）、43千道爾頓膠原凝集素（collectin of 43 kDa，CL-43）與46千道爾頓膠原凝集素（collectin of 46 kDa，CL-46）。